# 徐惟垣
徐惟垣（？—？），浙江省平湖县人，是一名清朝官员。贡生出身。
徐惟垣曾于乾隆九年接替陆福宜任福州府知府一职，乾隆十二年由王淳接任。